# Рей Болгер
Реймонд Воллес «Рей» Болгер (англ. Raymond Wallace «Ray» Bolger; 10 січня 1904 — 15 січня 1987) — американський актор і танцюрист.

## Життєпис
Народився в Бостоні в сім'ї ірландських католиків Анни Уоллес і Джеймса Едварда Болгер. З юних років захоплювався танцями, і свою кар'єру почав з виступів у водевілях на початку 1920-х років. У 1926 році відбувся його дебют на Бродвеї, де в наступні кілька років він домігся успіху і визнання публіки завдяки своїм віртуозним танцювальним номерам в ряді відомих мюзиклів. У 1949 році Болгер став лауреатом престижної театральної премії «Тоні» за головну роль в мюзиклі «Де Чарлі?».
На кіноекранах він дебютував в 1926 році, але повноцінну кар'єру почав тільки в 1936 році після підписання контракт з «MGM». Перші свої ролі він виконав у фільмах «Великий Зігфільд» (1936) і «Улюблені» (1938), а слава до нього прийшла в 1939 році після ролі Опудала в знаменитій картині Віктора Флемінга «Чарівник країни Оз». У роки Другої світової війни Болгер багато гастролював по військових базах в Тихому океані з Об'єднаними організаціями обслуговування. Після війни він повернувся на кіноекран, де продовжив появи в мюзиклах, серед яких «Дівчата Гарві» (1946), «Шукаючи срібну підкладку» (1949), «Квітень у Парижі» (1952) і «Малюки в країні іграшок» (1961).
З початком 1950-х років Болгер став багато працювати на телебаченні, де з 1953 по 1955 рік у нього було власне комедійне шоу «Де Реймонд?». До того ж він з'явився як гість у багатьох телесеріалах, серед яких «Сім'я Партрідж», «Маленький будиночок у преріях», «Острів фантазій» і «Човен кохання». Разом зі своїми колегами по фільму «Чарівник країни Оз» Маргарет Гамільтон і Джеком Гейлі він часто давав інтерв'ю для телепередач і документальних фільмів.
Протягом багатьох років актор був членом католицької парафії Доброго Пастиря в Лос-Анджелесі, а також перебував у католицькій гільдії кінематографістів. Рей Болгер помер від раку сечового міхура в січні 1987 року в віці 83 років. Актор був похований на католицькому цвинтарі Святого Хреста у Калвер-Сіті.
Рей Болгер удостоєний двох зірок на Голлівудській алеї слави за внесок в кіно і телебачення. Його дружина Гвендолін Рікард, з якою він був разом з 1929 року, пережила чоловіка на десять років і померла в 1997 році.

## Вибрана фільмографія
- 1936 — Великий Зігфільд / (The Great Ziegfeld) — камео
- 1937 — Розалі / (Rosalie) — Білл Делрой
- 1939 — Чарівник країни Оз / (The Wizard of Oz) — Ганк
- 1956-1957 — Площа Вашингтона[en] / (Washington Square) — агент